# 尾道大橋

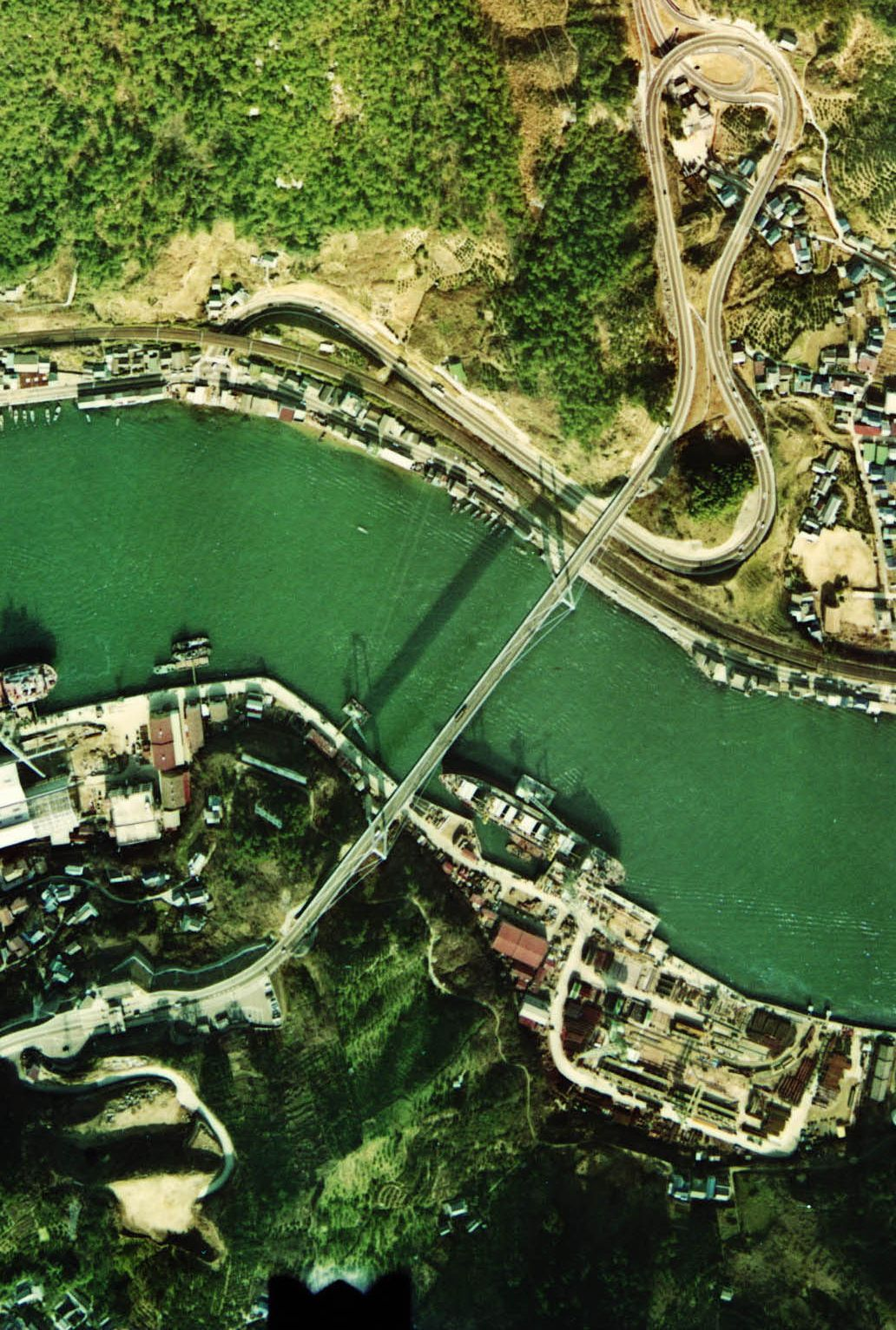
1974年的尾道大橋及周边

尾道大橋（日语：／）是日本国道317号上的一座跨海斜拉桥，跨越瀨戶內海的尾道水道，连接廣島縣尾道市本土和向島，全长386米，主跨215米，1968年建成通车，获得当年的土木學會田中獎。